# Tcho-Tcho
Los Tcho-Tcho o pueblo Tcho-Tcho son una raza humanoide ficticia de los Mitos de Cthulhu.

## Apariciones
Los Tcho-Tcho son mencionados por primera vez en el relato corto de August Derleth The Thing That Walked on the Wind (1933) en el que un personaje se refiere a Los designios prohibidos y malditos del pueblo Tcho-Tcho de Birmania. Más tarde ese año, en Lair of the Star-Spawn, coescrito con Mark Shorer, Derleth extendió la información sobre los Tcho-Tcho, describiéndolos como un pueblo lampiño y de estatura baja que adoraban a los Primigenios Lloigor y Zhar.
En el relato de H. P. Lovecraft The Shadow Out of Time (1936) se los describe como un pueblo de costumbres abominables.
En el relato de T.E.D. Klein Black Man with a Horn (1980) Los Tcho-Tcho (mencionados con el nombre de pueblo chaucha o chauchas) son descritos por un misionero estadounidense como el pueblo más desagradable que jamás ha existido [...] no sé durante cuántos siglos han vivido en esas colinas y sea lo que sea lo que hacen, no permiten que los extranjeros lo sepan. En ese mismo relato los Tcho-Tcho disponen de una siniestra influencia por todo el mundo, que les lleva a perseguir y asesinar a quienes se dedican a investigar sus secretos.

## Juegos de rol
En el juego de rol La Llamada de Cthulhu los Tcho-Tcho son descritos como un pueblo degenerado de caníbales que adoran a dioses extraños. En la década de 1920 viven en el sudeste asiático desde donde han emigrado desde su tierra original, en el Tíbet. Aparentemente siguen una antigua migración hacia el sol naciente, lo que ha llevado a especular que originalmente pueden haber surgido de Europa, posiblemente de los Pirineos, donde habrían adorado al Primigenio Chaugnar Faung. Una leyenda vasca afirma que los "enanos negros dejaron su hogar en los Pirineos por orden de sus sacerdotes", apoyando esta teoría.
En la campaña At Your Door, que utiliza las reglas del suplemento Cthulhu Actual para La Llamada de Cthulhu; los Tcho-Tcho se han integrado en la sociedad moderna, haciéndose pasar por un pueblo más del sudeste asiático. También han desarrollado una gastronomía caníbal que discretamente ofrecen a sus clientes en sus "restaurantes étnicos," especialmente un plato que llaman "bak bon dzhow." (salsa de cerdo blanco). Este plato está compuesto por una base de ganglios humanos machacados en una pasta espesa, que se acompaña de "cerdo blanco" (carne humana). Quienes ingieren esta comida tienen pesadillas en la que participan en un banquete caníbal la próxima vez que sueñan.
En el suplemento "Delta Green" se dice que durante la Guerra de Vietnam los Tcho-Tcho recibieron apoyo y armas de la CIA para luchar contra el Vietcong, pues los vietnamitas los despreciaban por sus prácticas caníbales y crueles. Sin embargo, los Tcho-Tcho no tenían ningún impedimento en atacar tanto a los vietnamitas como a los americanos.